# Ragland (Alabama)
Ragland é uma cidade  localizada no estado americano de Alabama, no Condado de St. Clair.

## Demografia
Segundo o censo americano de 2000, a sua população era de 1918 habitantes.
Em 2006, foi estimada uma população de 2062, um aumento de 144 (7.5%).

## Geografia
De acordo com o United States Census Bureau, a localidade tem uma área de 43,7 km², dos quais 43,4 km² cobertos por terra e 0,3 km² cobertos por água. Ragland localiza-se a aproximadamente 177 m acima do nível do mar.

## Localidades na vizinhança
O diagrama seguinte representa as localidades num raio de 24 km ao redor de Ragland.